# 킨 (밴드)
킨(Keane)은 영국의 4인조 피아노 록 밴드이다. 영국의 동남부의 서식스 주 출신의 톰 채플린, 팀 라이스 옥슬리, 리처드 휴스는 어린 시절 친한 친구 사이였으며, 이 셋이 대학교에 들어와서 1997년 밴드를 결성하였다. 한동안 언더그라운드에서 카피밴드로 활동했으며, 2002년 데뷔 싱글 〈Everybody's Changing〉를 발표하면서, 세상에 킨이라는 이름을 알렸고 큰 인기를 끌었다. 2004년에 데뷔 앨범 《Hopes and Fears》를 발표하였다. 이 앨범은 2004년 영국내 음반판매 1위를 차지하였고, 세계적으로 4백만장 이상 팔리는 기염을 토했다. 2006년 두 번째 스튜디오 앨범 《Under the Iron Sea》을, 2012년에는 4번째 앨범 《Strangeland》을 발매했다. 이 앨범은 발매 첫 주 만에 22만 장을 팔아 치웠다. 2005년 브릿 어워드에서 '최우수 영국 밴드', '최우수 영국 앨범'을 수상했다. 기타가 없는 록 밴드로도 유명하다.

## 구성원
- 톰 채플린(Tom Chaplin) - 일렉트릭 기타, 신시사이저, 보컬
- 팀 라이스 옥슬리(Tim Rice-Oxley) - 신시사이저, 리더
- 제시 퀸(Jesse Quin) - 일렉트릭 베이스 기타
- 리처드 휴스(Richard Hughes) - 드럼 세트

## 디스코그래피

### 정규 앨범
- 《Hopes and Fears》 (2004년)
- 《Under the Iron Sea》 (2006년)
- 《Perfect Symmetry》 (2008년)
- 《Strangeland》 (2012년)
- 《Cause and Effect》 (2019년)

### EP
- 《Night Train》 (2010년)

### 컴필레이션 앨범
- 《The Best of Keane》 (2013년)

## 같이 보기
- 라이브 어스